# Tony Kellen
Peter Johann Anton (Tony) Kellen (Luxemburg-Stad, 26 januari 1869 – Hohenheim (Stuttgart), april 1948) was een Luxemburgs auteur, vertaler en journalist.

## Leven en werk
Tony Kellen was een zoon van telegrafist en imker Jean Baptiste Kellen (1839-1929) en Anna Margaretha Lunebach, en een oudere broer van Marguerithe Kellen (1866-1896), die trouwde met Auguste van Werveke, en van de schilder Paul Kellen (1881-1918). Na het Luxemburgs atheneum studeerde Kellen filologie aan de Sorbonne en het Collège de France. Hij vestigde zich in 1892 in Straatsburg en werd redacteur van de tweetalige Elzasser krant Elsässer Journal en Niederrheinischer Courrier. In 1895 verhuisde Kellen naar Essen, waar hij ruim twintig jaar redacteur was van de culturele afdeling van de katholieke Essener Volkszeitung. Tegelijkertijd had hij de redactionele verantwoordelijkheid voor het supplement Die Zeit in Wort und Bild en voor het weekblad Kindergarten. Hij werd hoofd van uitgeverij Fredebeul & Koenen in Essen. Vanaf 1917 woonde Tony Kellen in Stuttgart, als literair adviseur van de Franckh'sche Verlagsbuchhandlung en medewerker van de Kosmos-uitgeverij.
Kellen schreef meer dan 300 titels: een roman, novellen, korte verhalen en geïllustreerde reis- en wandelgidsen. Hij schreef artikelen en studies over allerlei onderwerpen, van bijenteelt tot pacifisme en het belang van dialect voor literatuur, toneel en theater, die werden gepubliceerd in diverse kranten en tijdschriften. Hij publiceerde ook literair-historische schetsen van Luxemburgse dichters en schrijvers als Dicks, Michel Lentz, N.S. Pierret en Michel Rodange. Hij was vooral kritisch over de Luxemburgse roman, als voorbeeld noemde hij Batty Weber, die volgens hem had wat nodig is om een goede Luxemburgse roman te schrijven, maar te veel partijjournalist bleef en zijn potentieel niet gebruikte. Als medewerker van de Obermosel-Zeitung, de Luxemburger Heimatkalender, Füllhorn en Les Cahiers luxembourgeois schreef Kellen zowel folkloristische als cultuurhistorische artikelen. Kellen vertaalde van het Frans en Engels naar het Duits en andersom. Hij vertaalde onder meer het nieuwe gemeentewetboek voor Elzas-Lotharingen in het Frans. Tijdens de Tweede Wereldoorlog gaf Tony Kellen in grote oplagen taalgidsen uit voor Duitse soldaten aan het front en voor Duitse boeren in hun omgang met Franse krijgsgevangenen.
Zijn sympathie voor Duitsland gaf aanleiding tot kritiek vanuit de Luxemburgers. Zijn opvattingen over Duitse tradities in Deutschtum und Franzosentum in Luxemburg seit den ältesten Zeiten bis auf unsere Tage (1889), dat hij schreef ter gelegenheid van de troonsbestijging van groothertog Adolf van Luxemburg, leverde een zekere vijandigheid op. De afkeer groeide toen Kellen tijdens de Eerste Wereldoorlog openlijk blijk gaf van zijn liefde voor Duitsland, toen hij in de jaren 1930 een artikel publiceerde over de nationale bijzonderheden van de Luxemburgers en vooral door zijn medewerking aan het nationaalsocialistische tijdschrift Nationalblatt. 
Tony Kellen overleed op 79-jarige leeftijd.